# 트럼치
트럼치(영어: Trumpchi, 중국어: 广汽传祺, 병음: Guǎngqì Chuánqí)는 중국의 자동차 메이커인 광저우 자동차 그룹이 소유하고 있는 자동차 브랜드로,2010년 12월에 런칭하였다.

## 갤러리

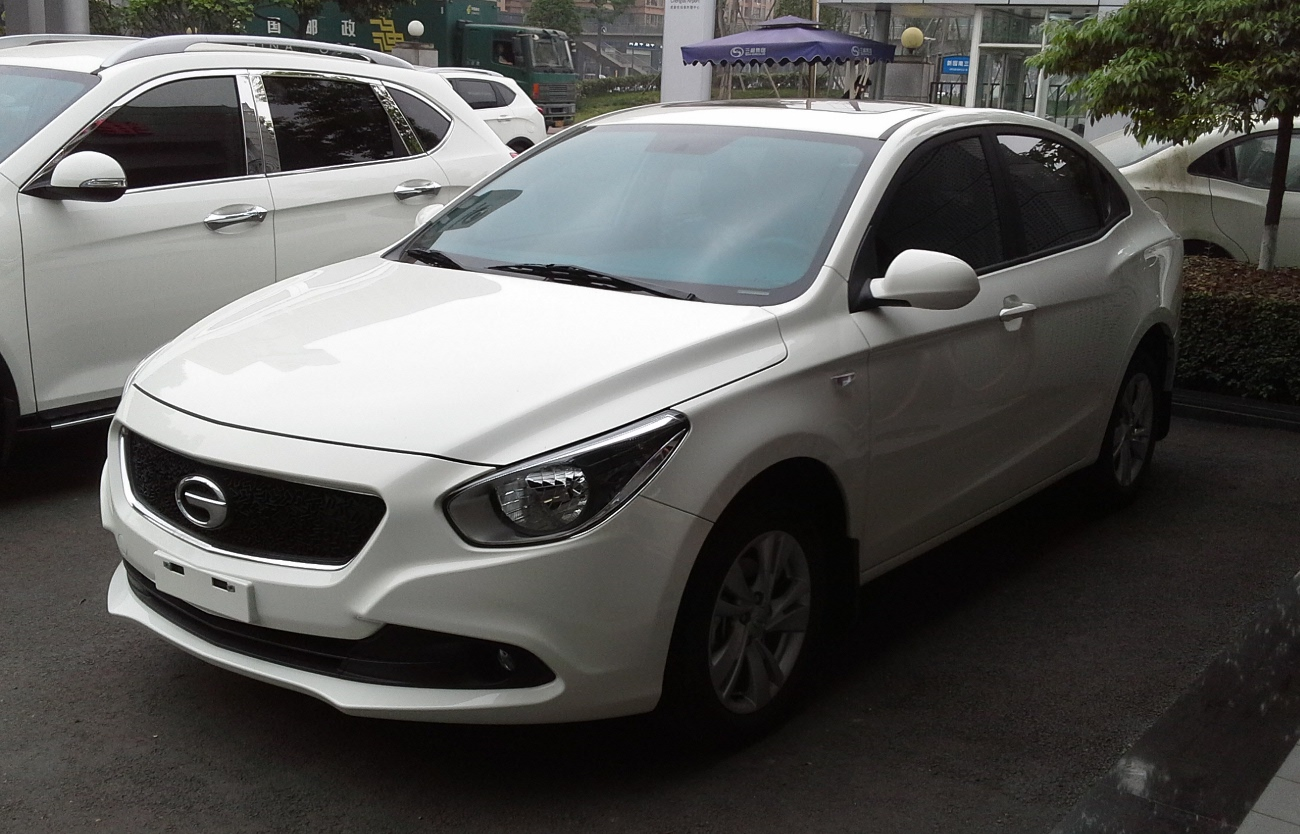
트럼치 GA3
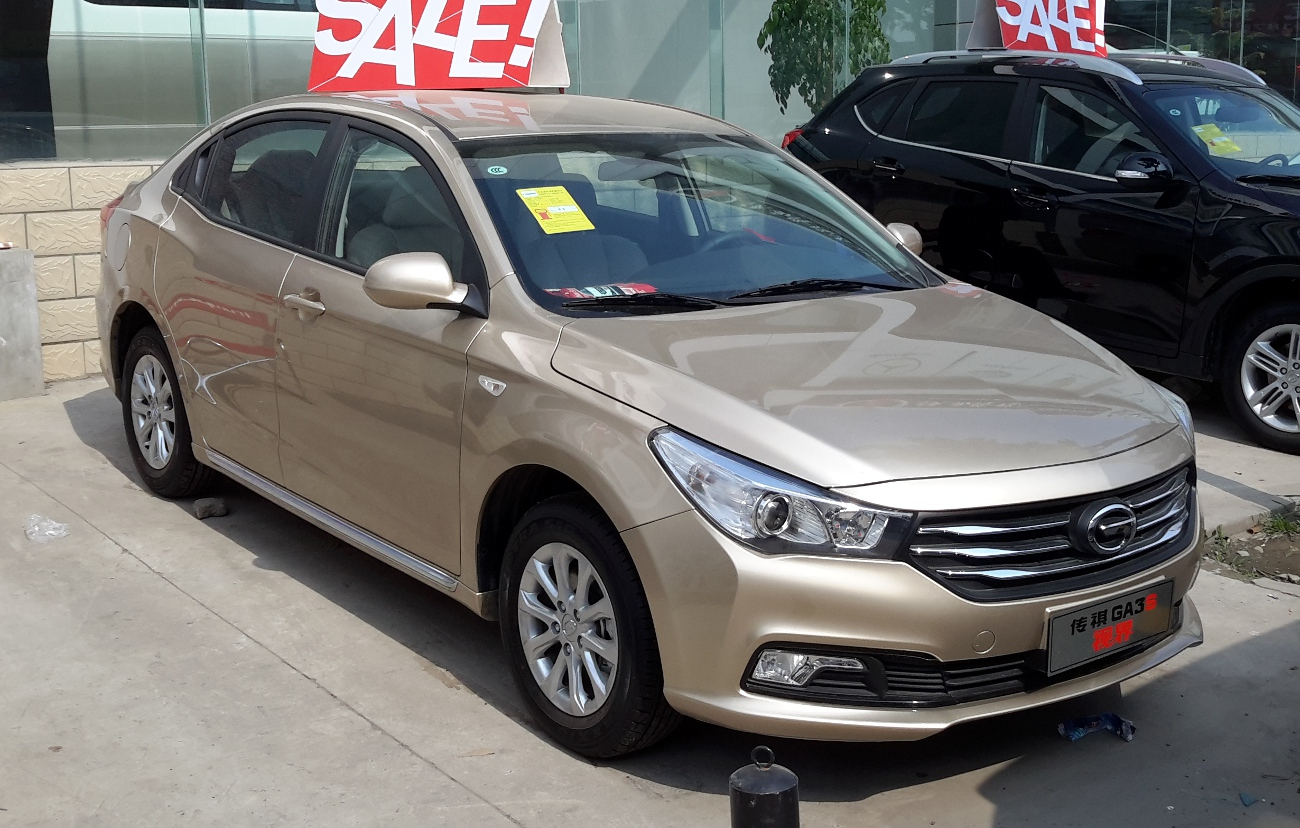
트럼치 GA3S
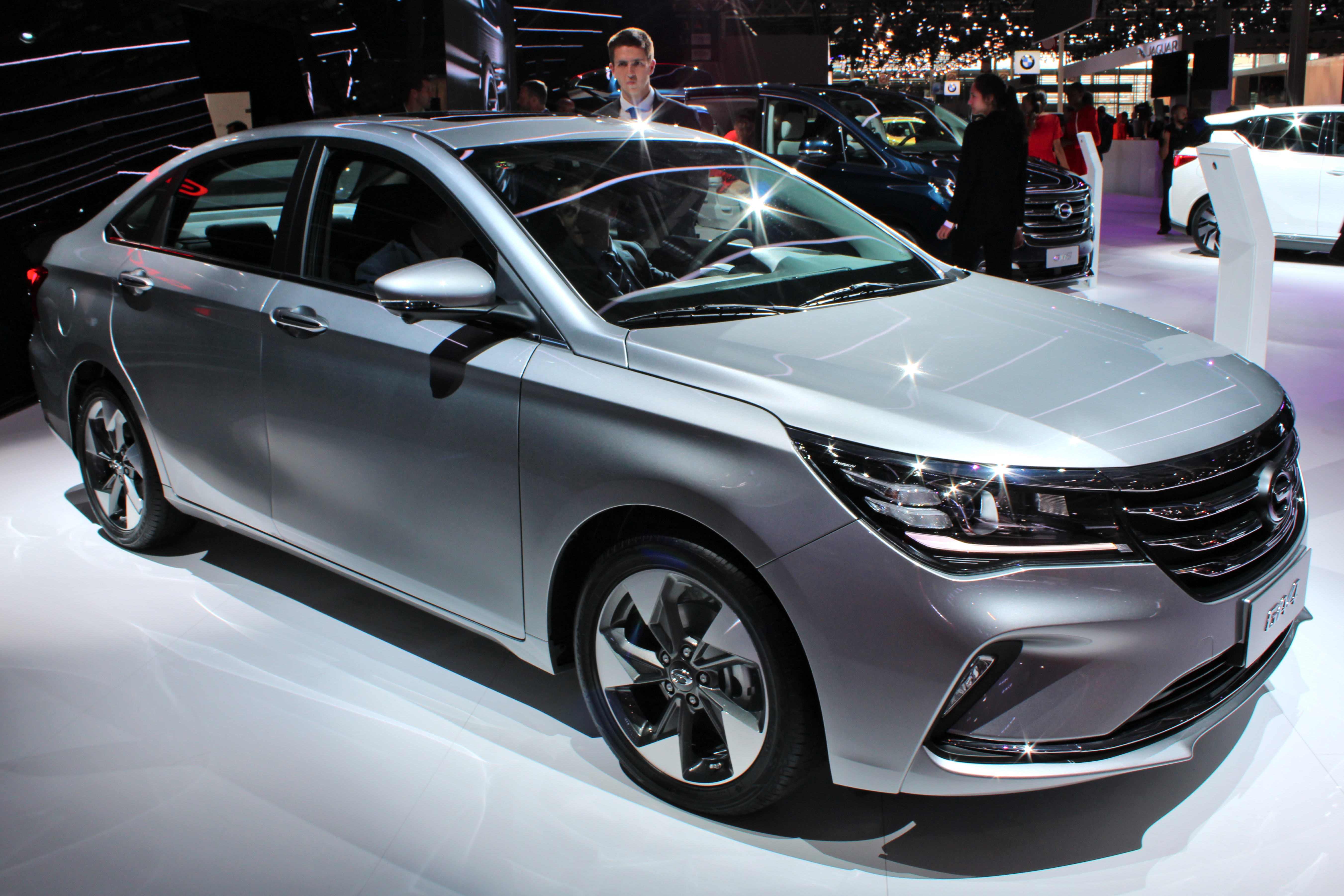
트럼치 GA4
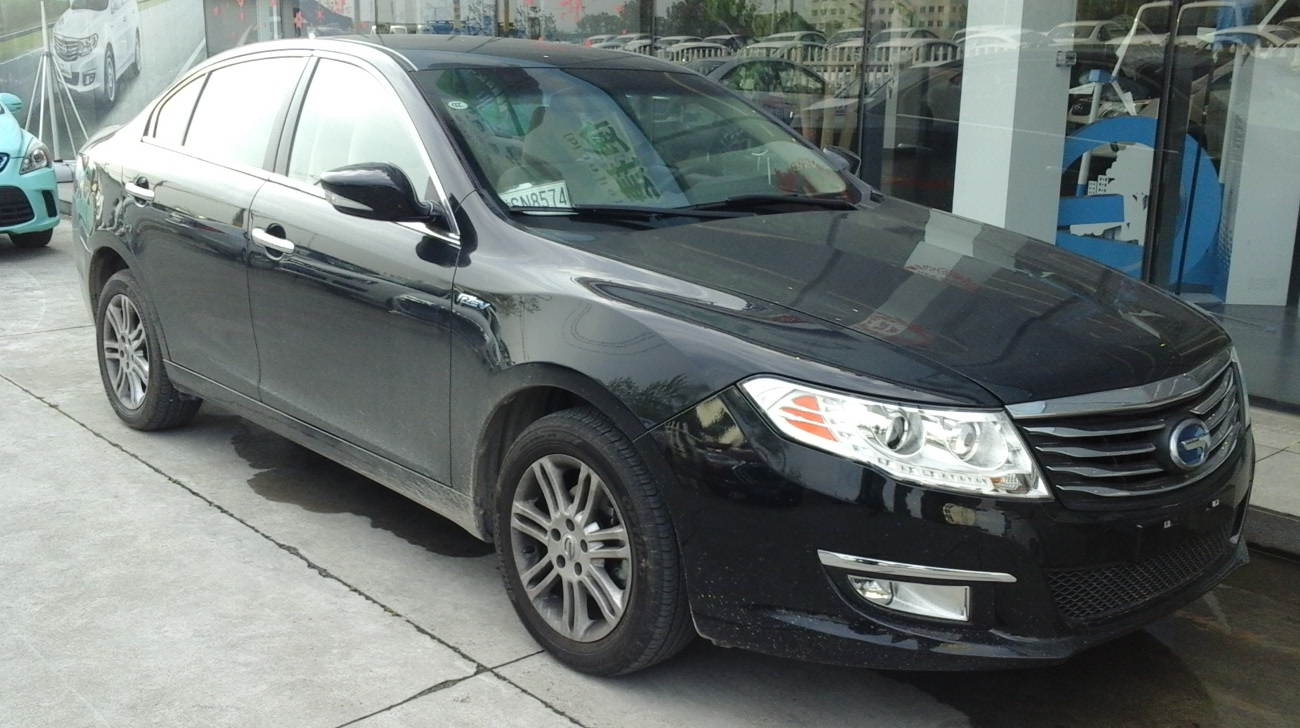
T트럼치 GA5
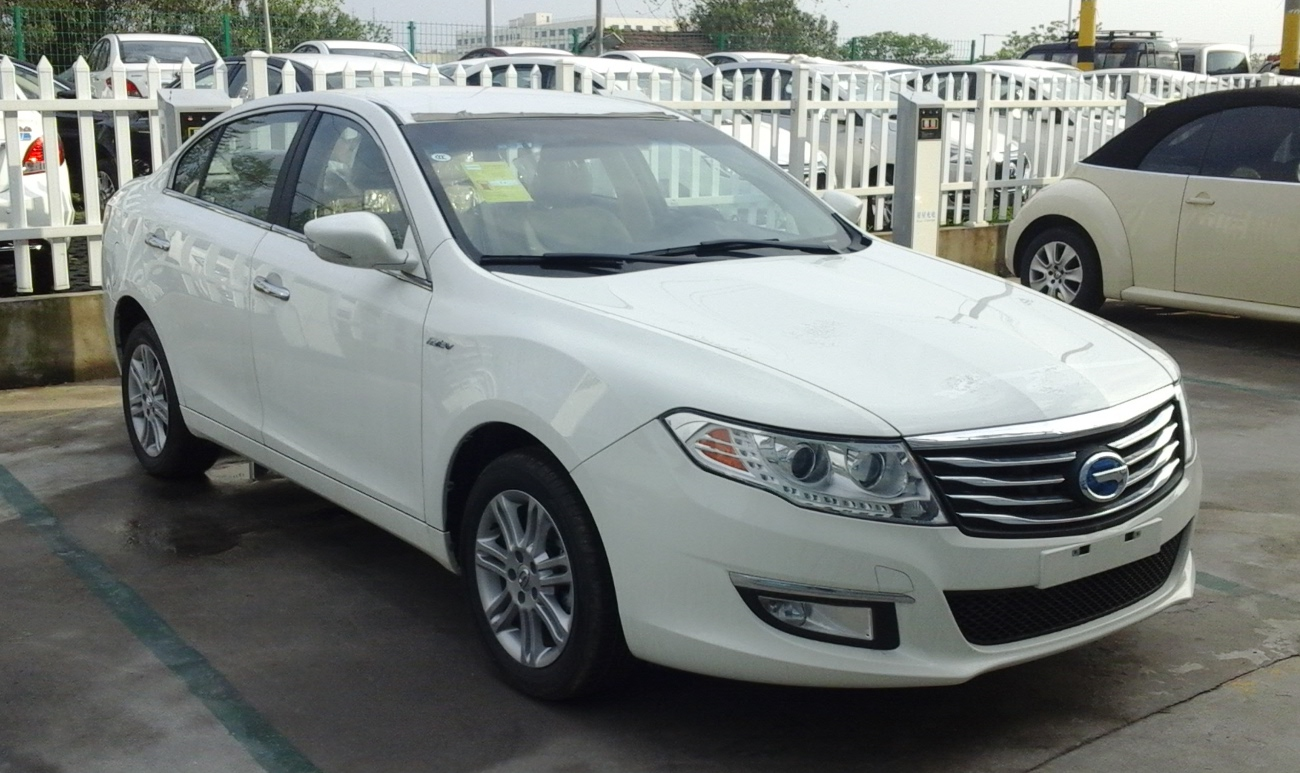
트럼치 GA5 REV
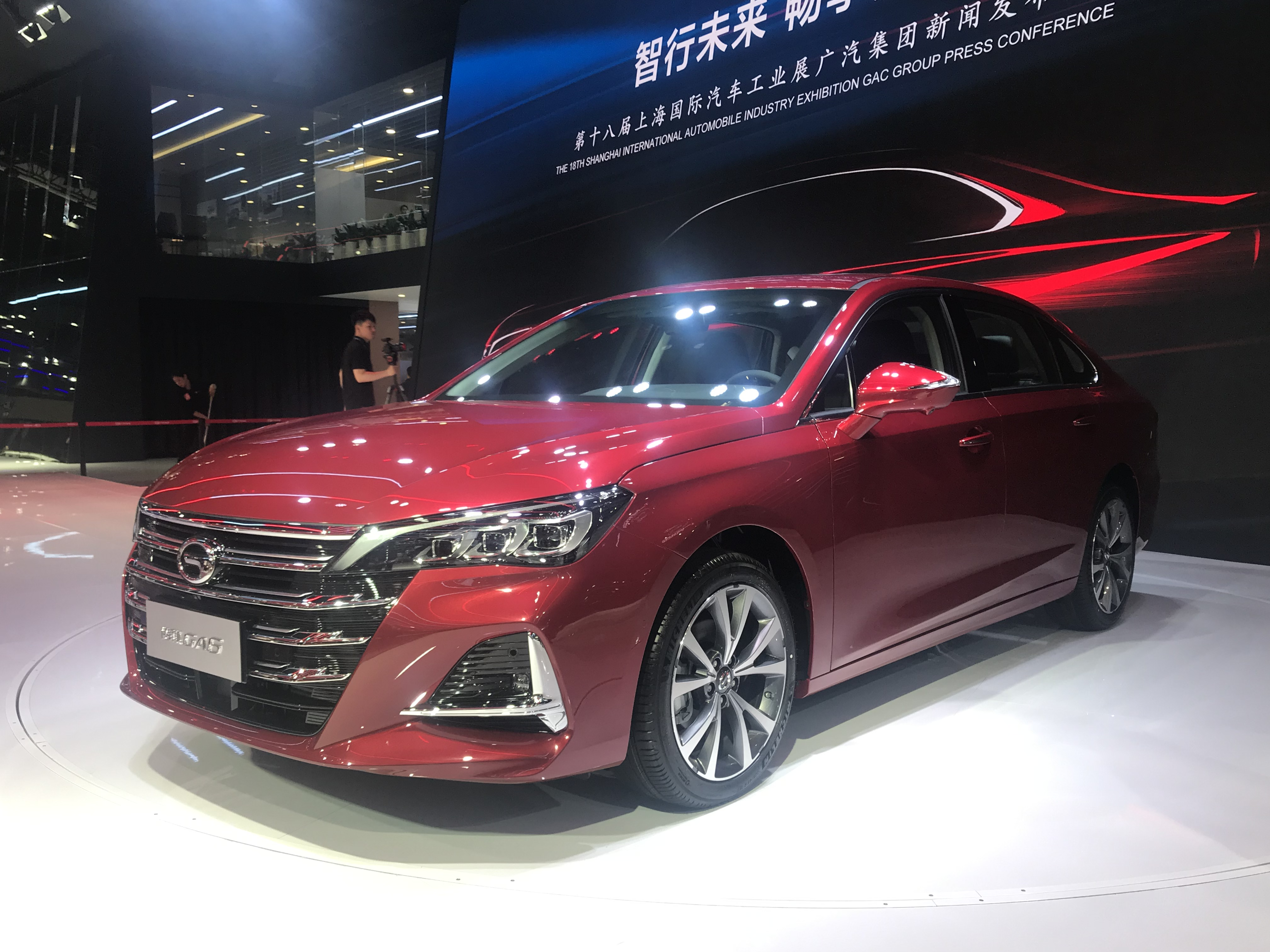
트럼치 GA6
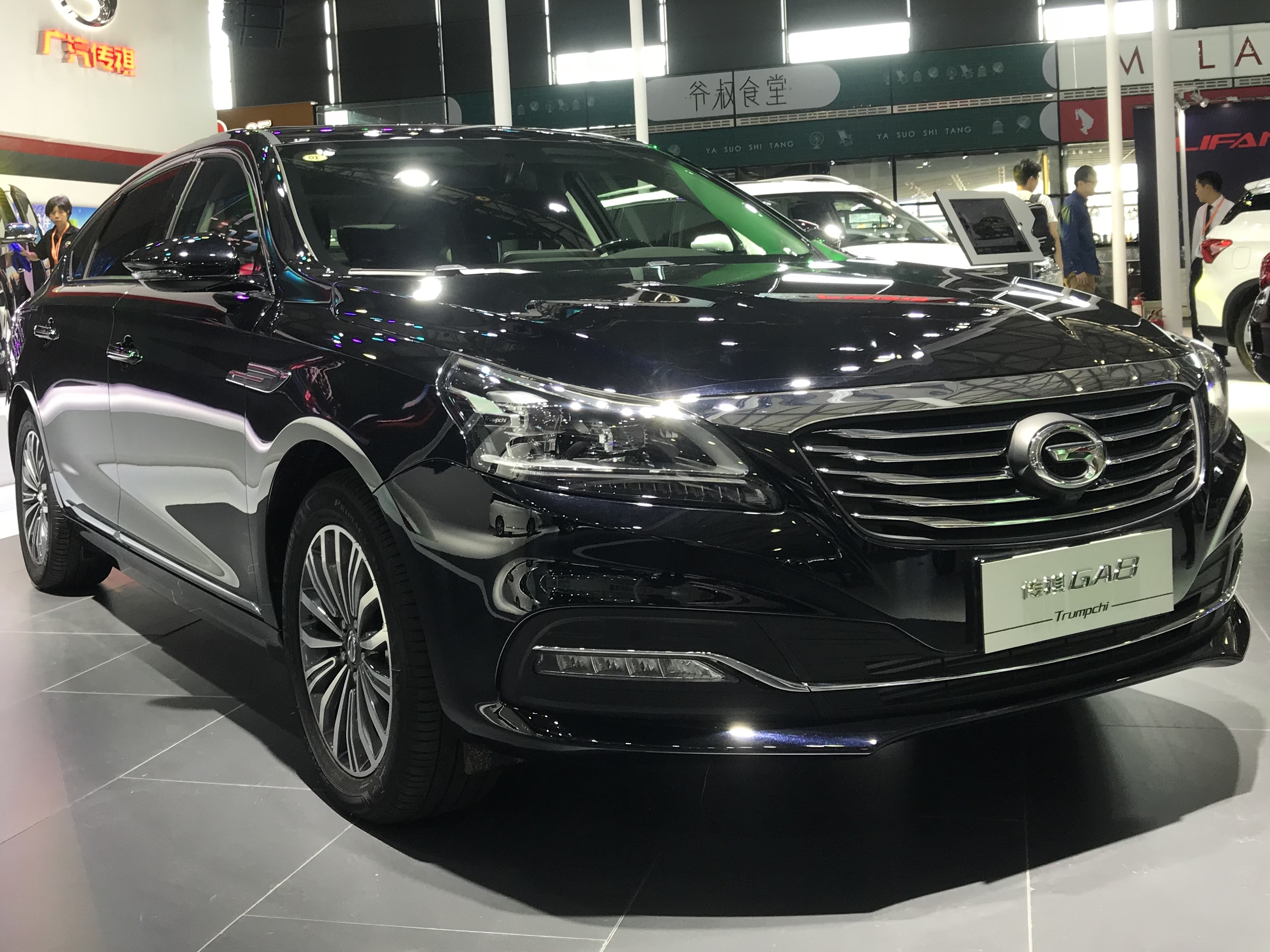
트럼치GA8
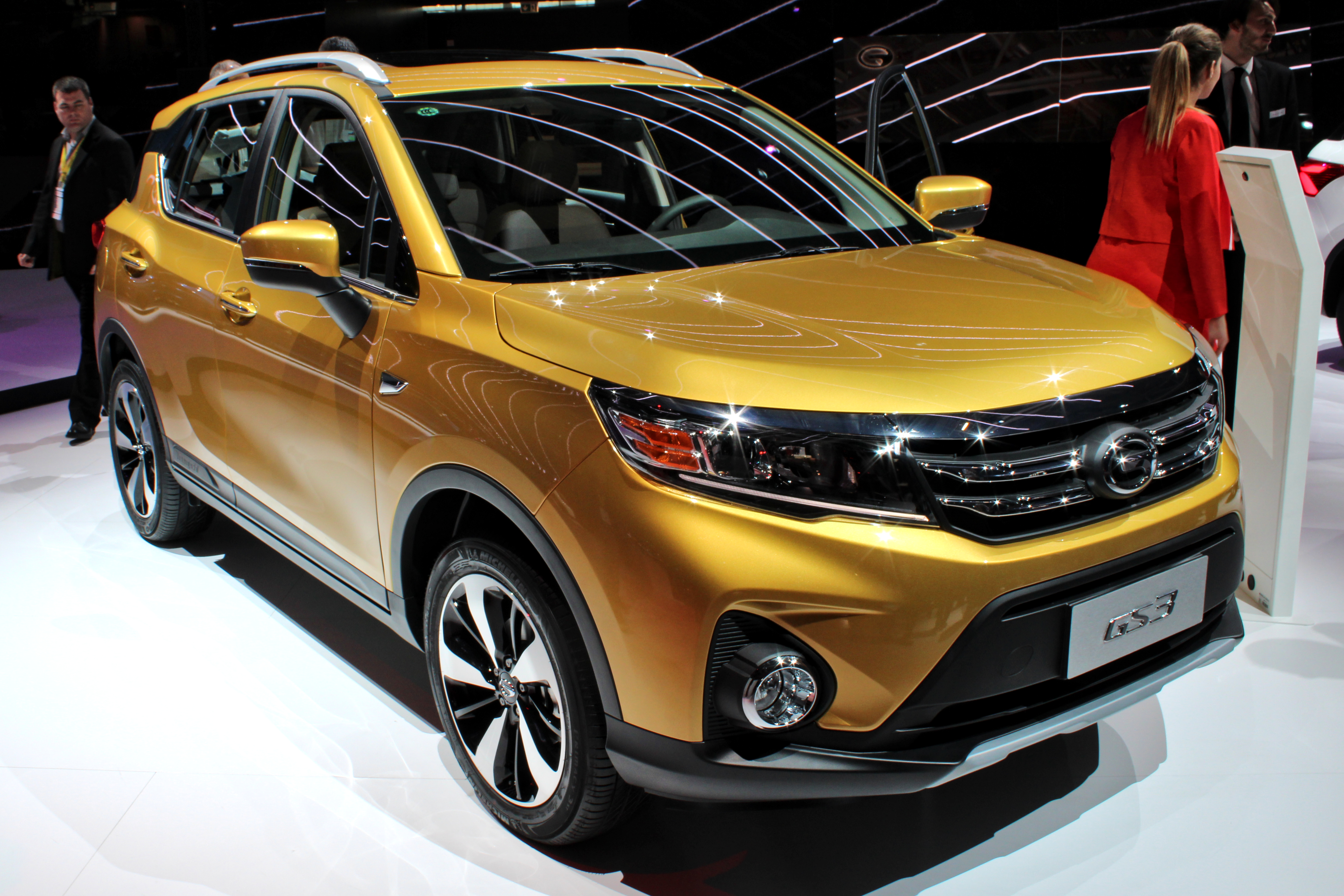
트럼치 GS3
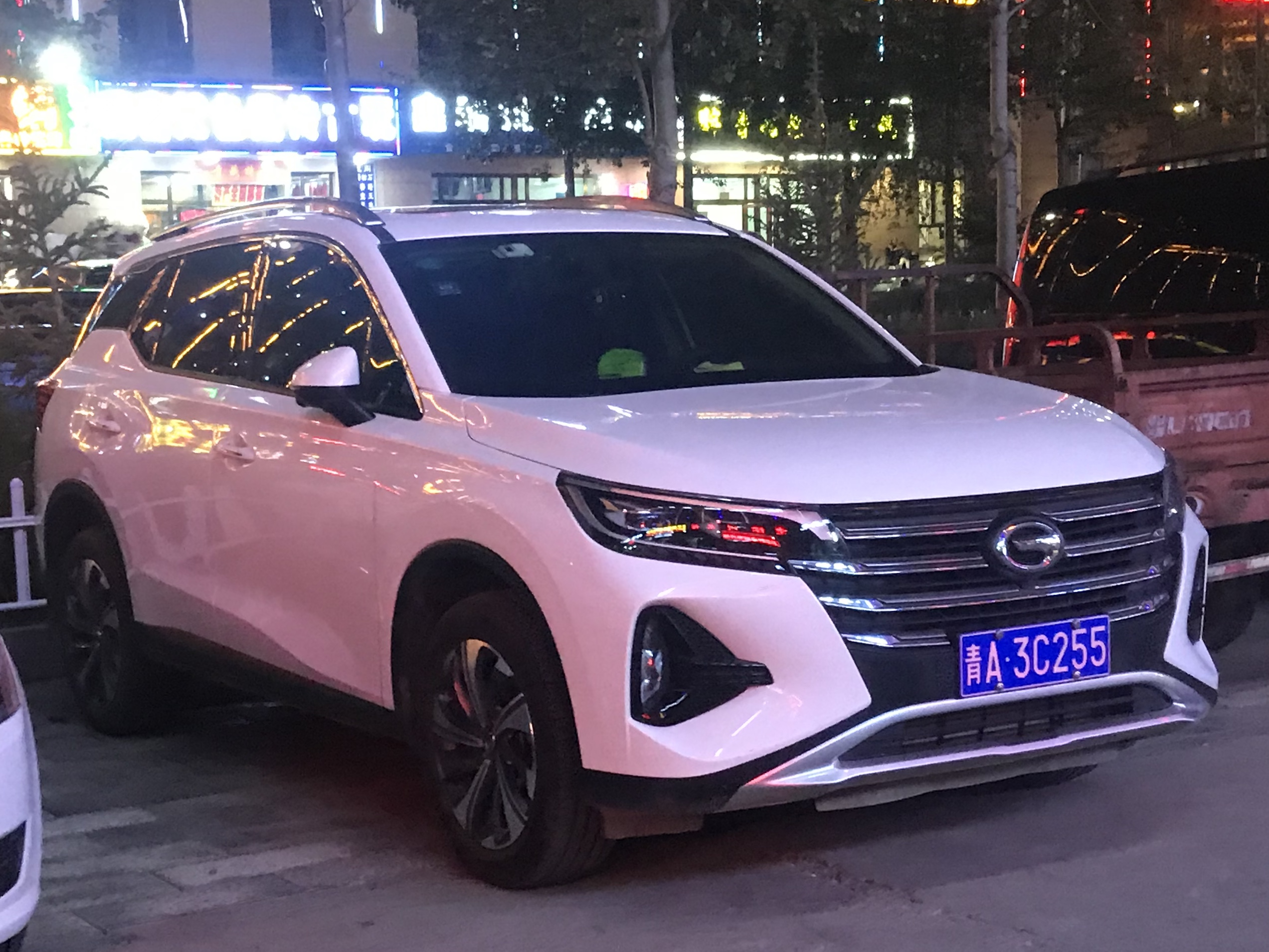
트럼치 GS4 II
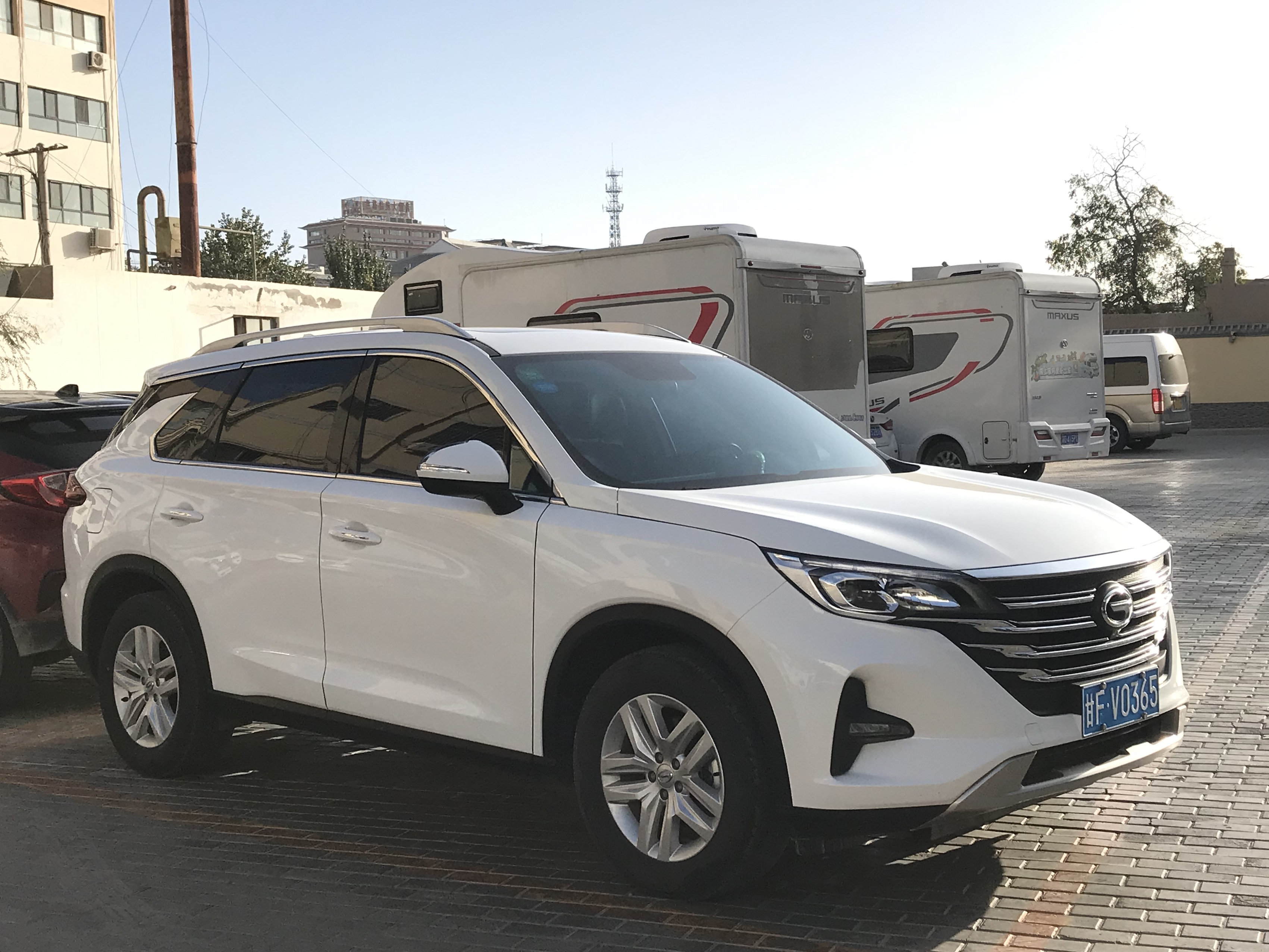
트럼치 GS5 II
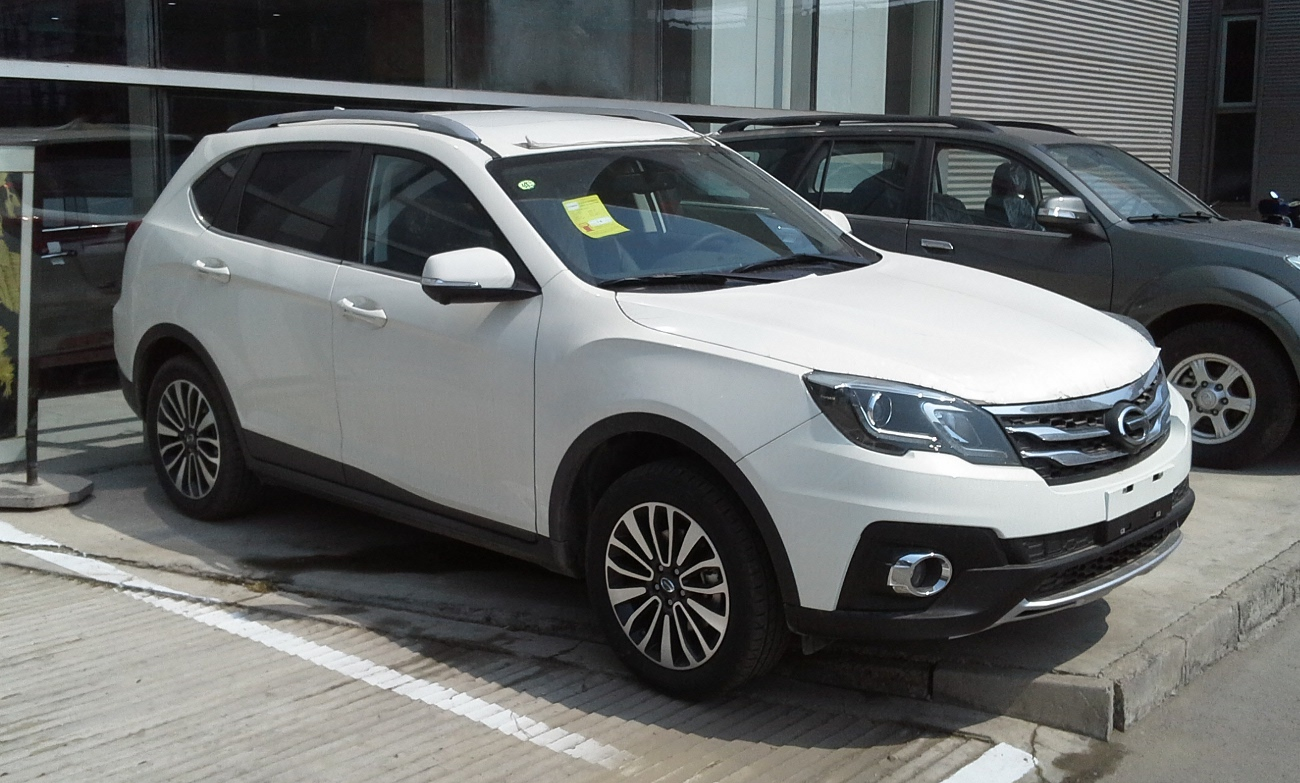
트럼치 GS5 슈퍼
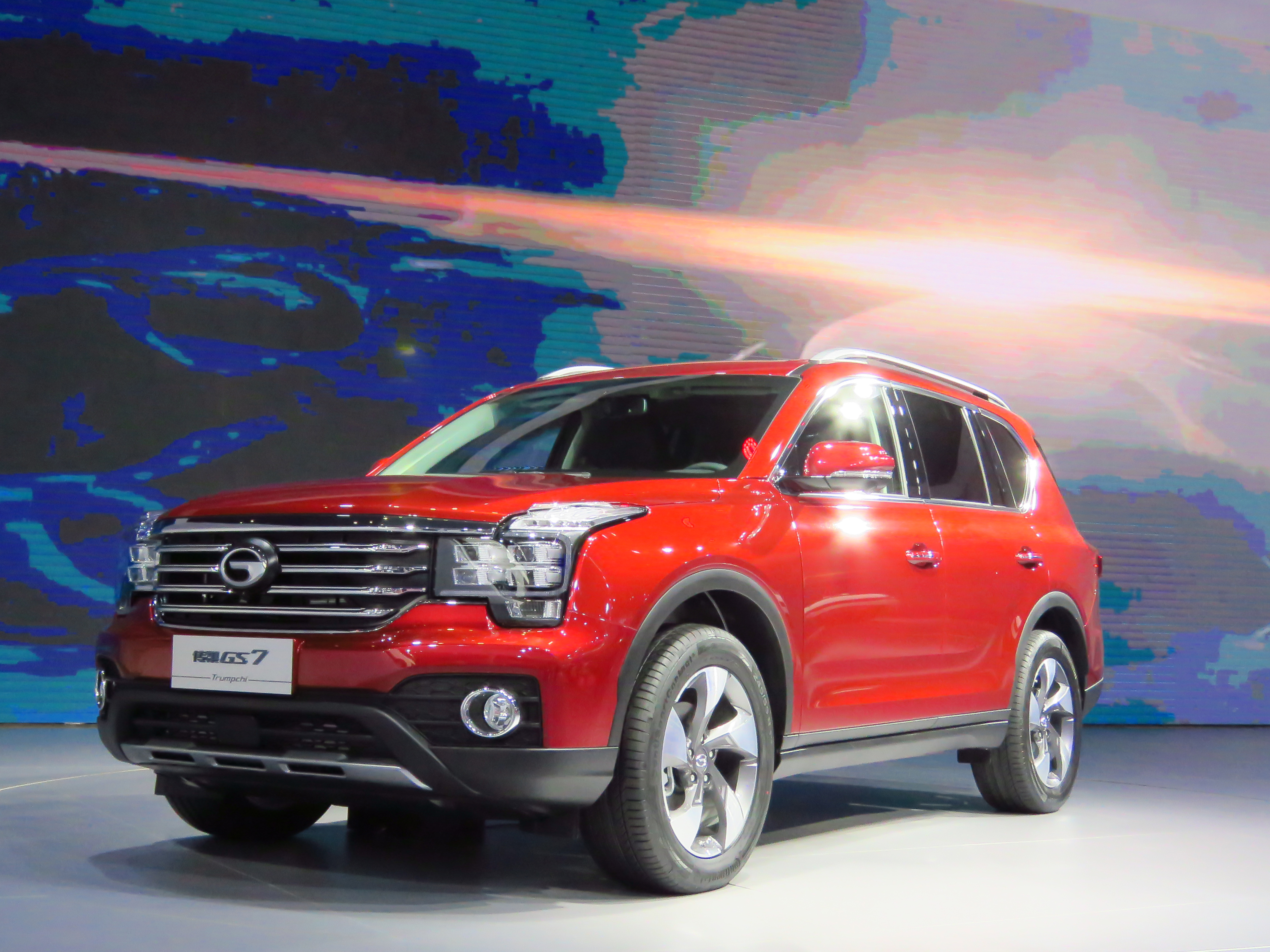
Trumpchi GS7
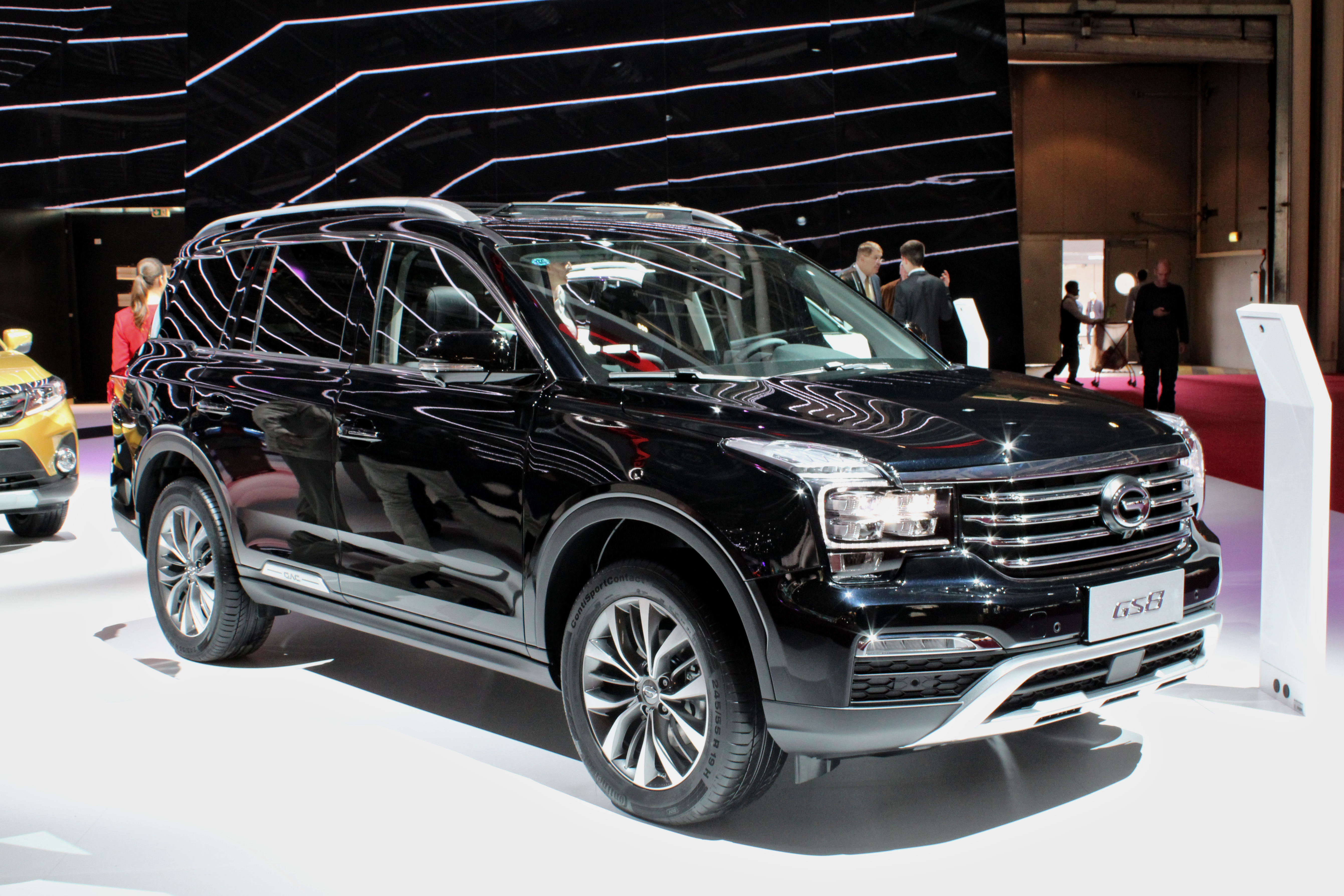
트럼치 GS8
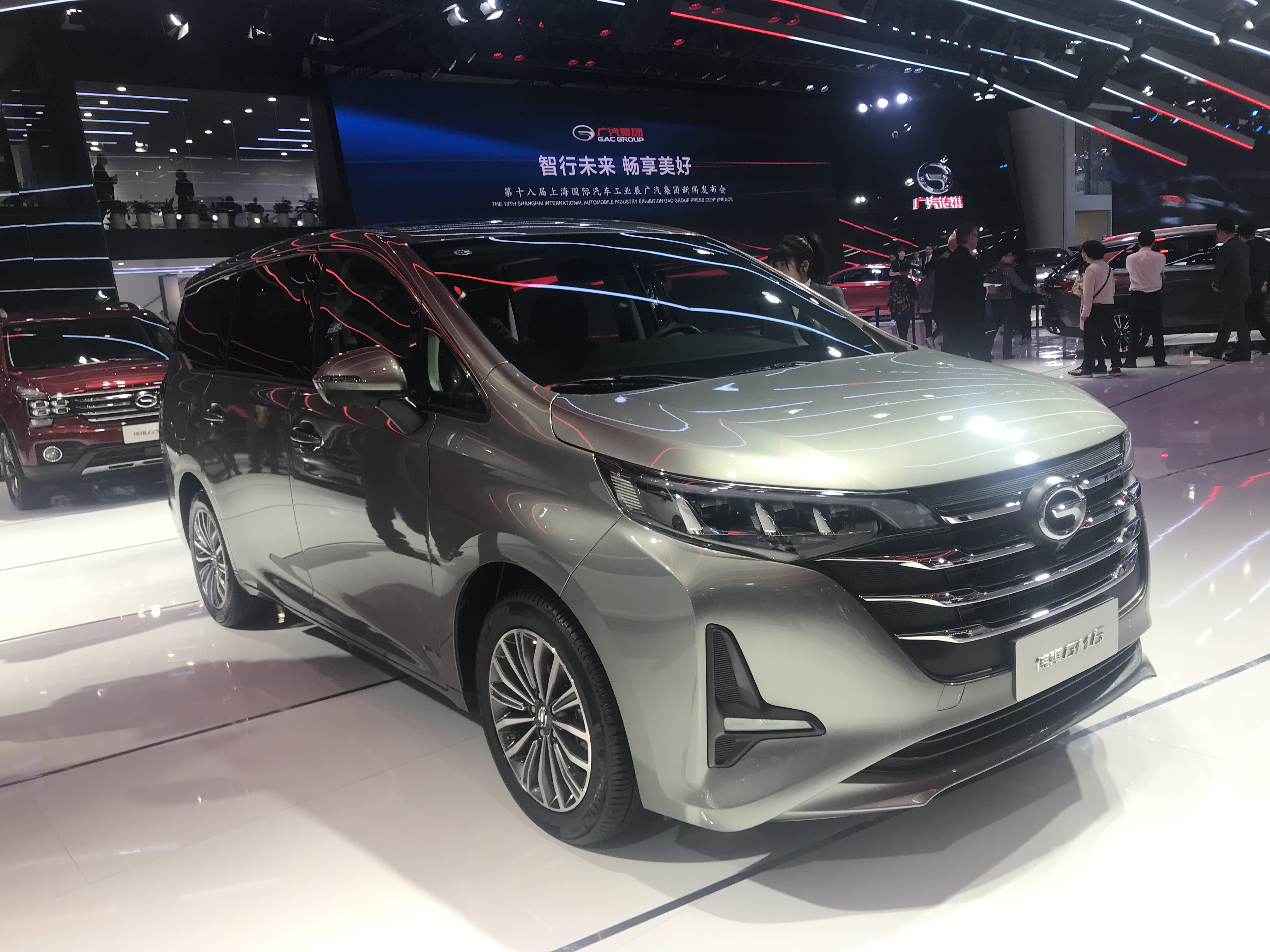
Trumpchi GM6
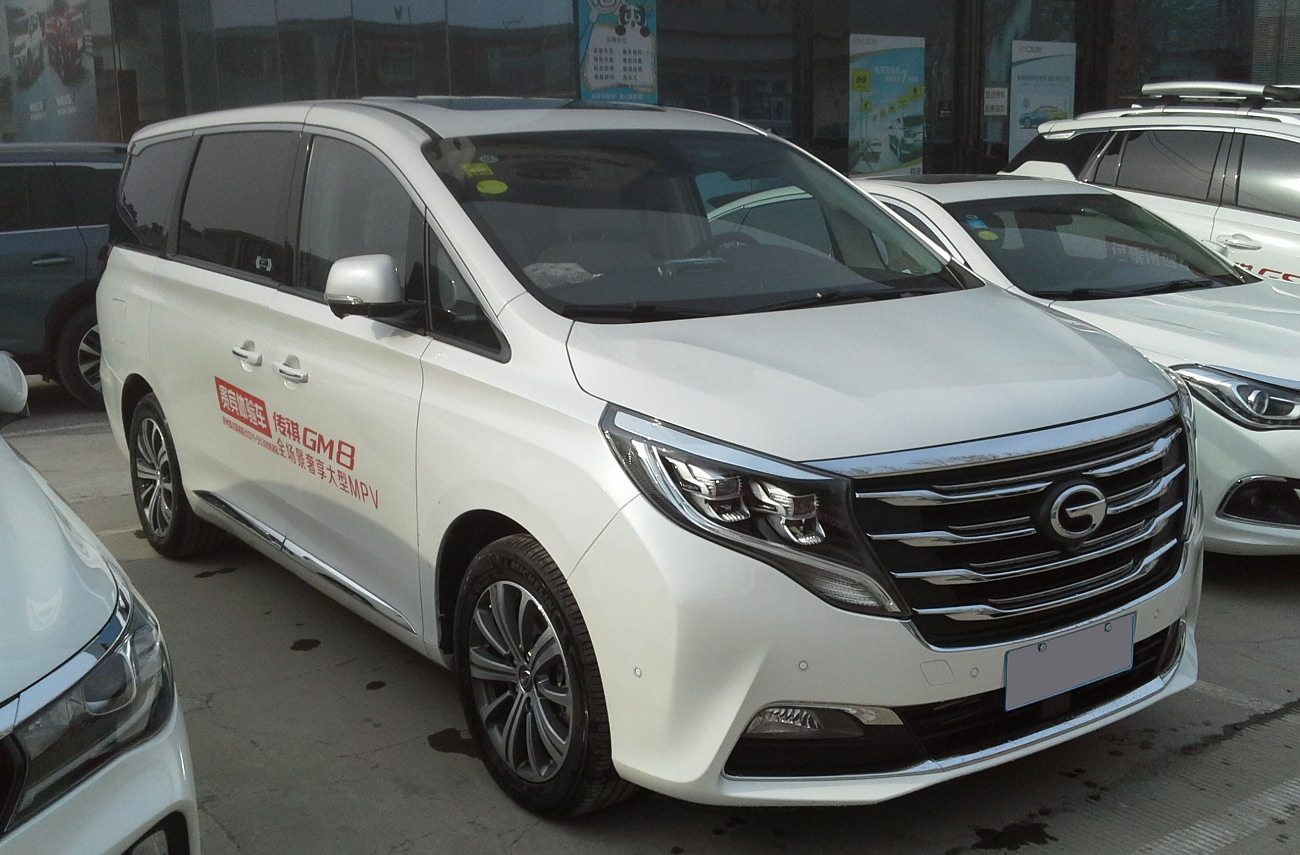
트럼치 GM8
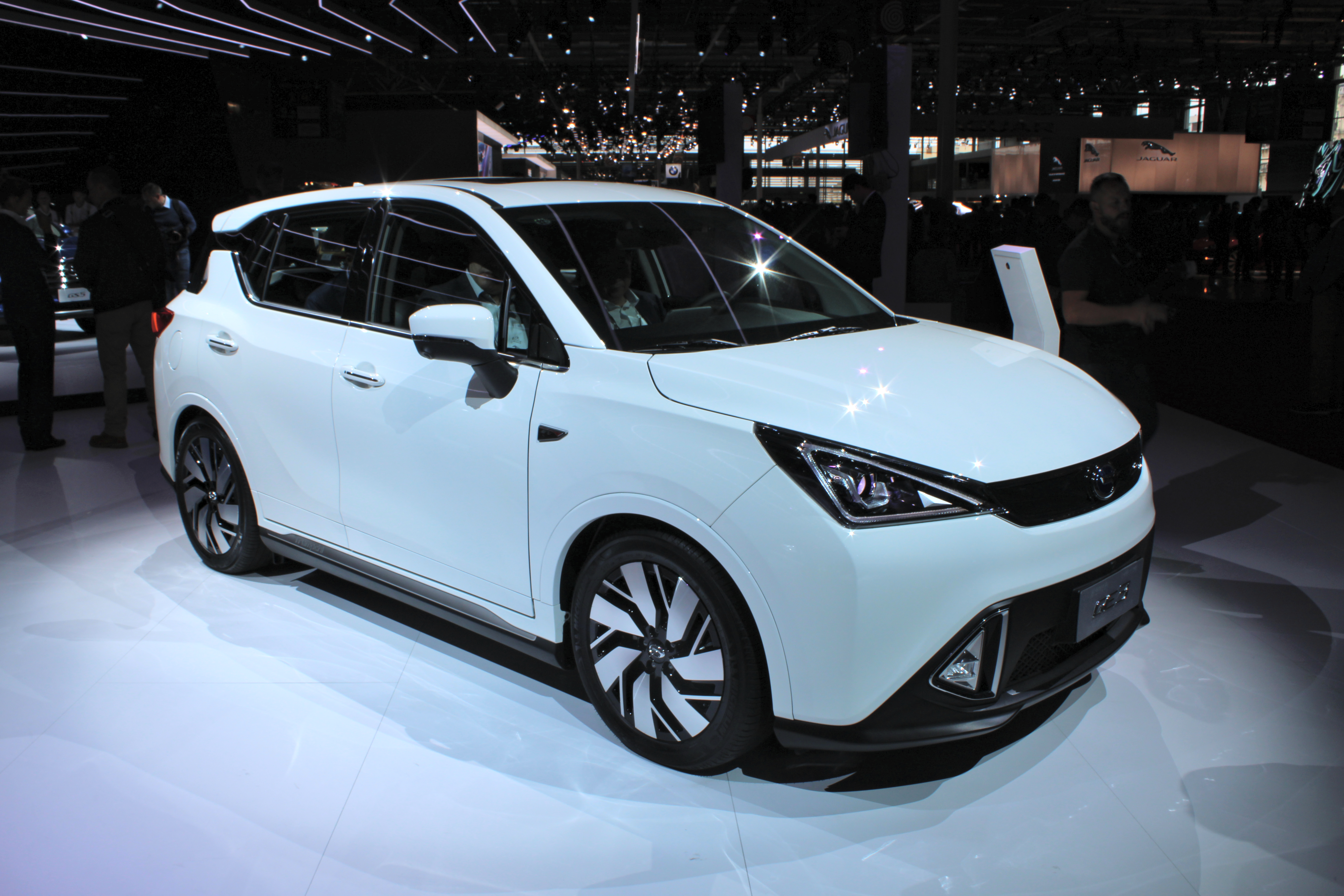
트럼치 GE3
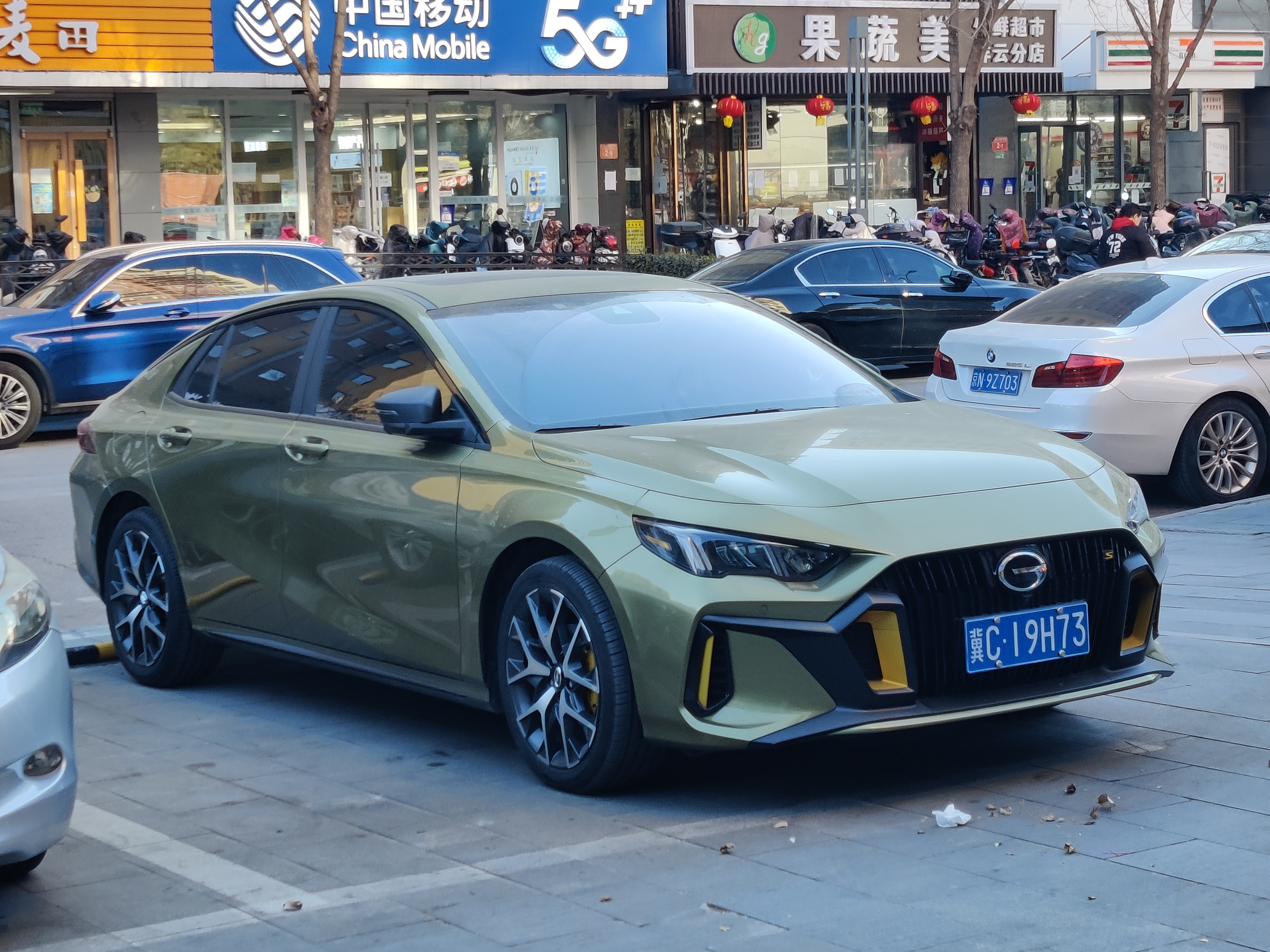
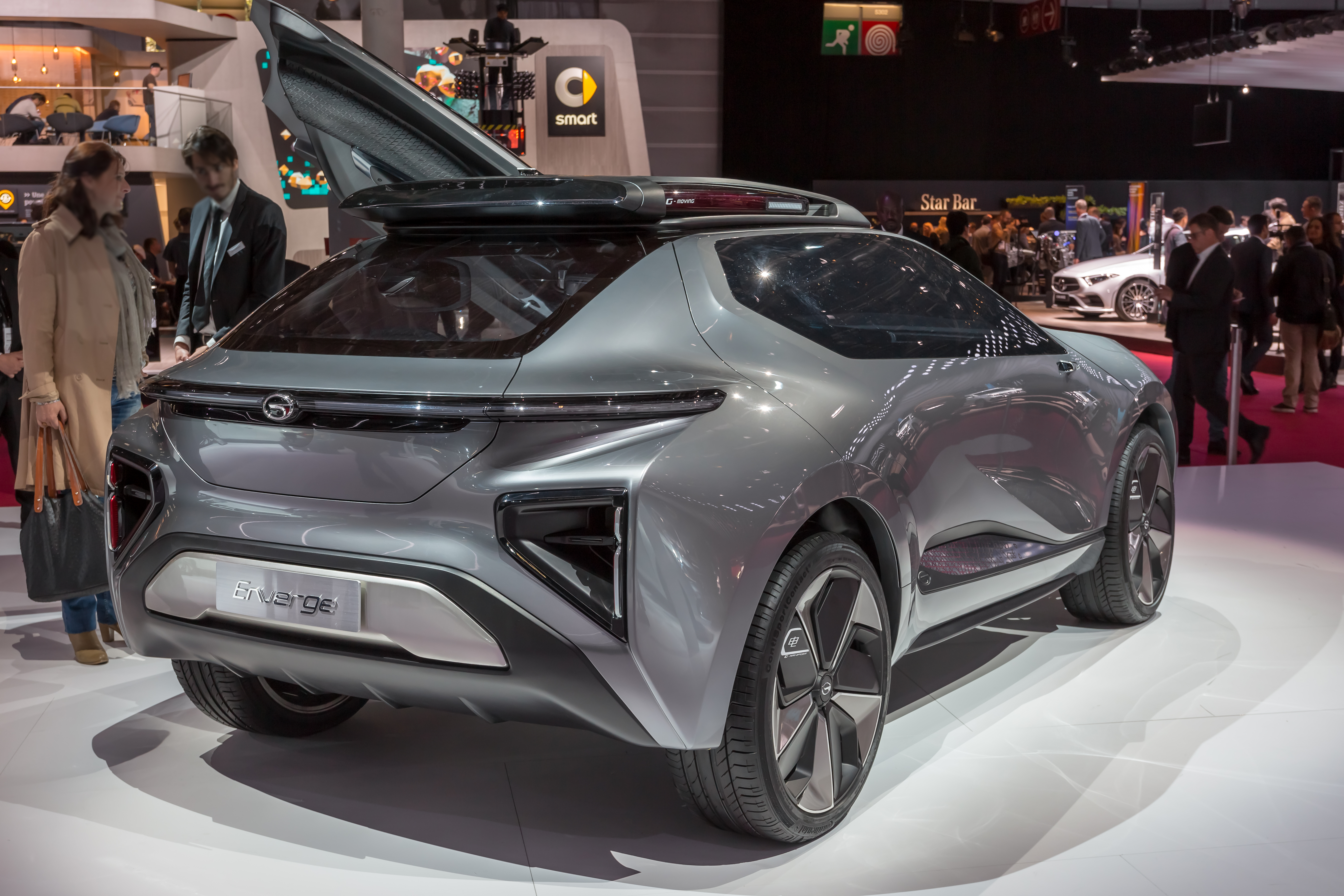